# 契丹 (中国称号)

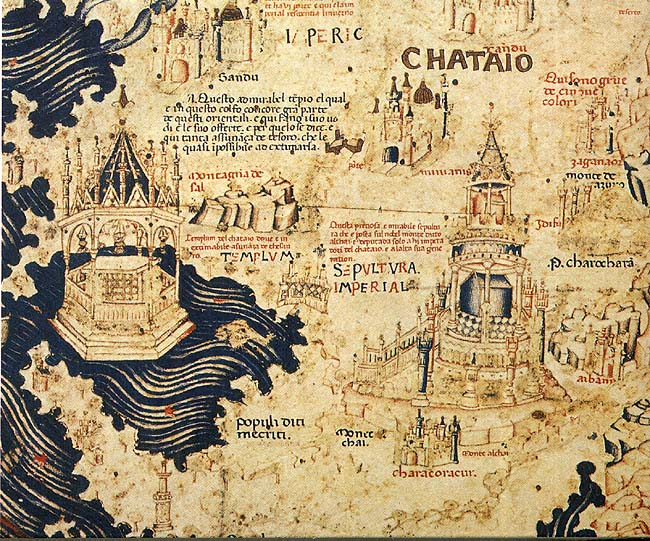
1459年制成的弗拉·毛罗地图中右上角的"Chataio"，即葡萄牙语的“契丹”。

契丹（汉语拼音字母：Hîtad，察哈尔音：xɪtɑ̆d，或拼 ；西方诸语言：Cathay、Catay、Catai）是长期以来蒙古人、中亞突厥人、东斯拉夫人对中国及汉族的称谓之一。最早且最具影响力向西方介紹中国的作品是马可·波罗的《马可波罗游记》。此书将元朝称为契丹（Catai，拉丁語寫為），指物產豐富、遍地黃金的東方之國。
中世纪欧洲人对中国的理解不甚準確，中國北方是由遊牧民族逐漸漢化而成的文化交融之地，帶有漢文化特色但未完全被儒家思想同化，呈現出另一種文化樣貌。
如今，俄羅斯、烏克蘭、哈薩克斯坦等国家仍在各種場合普遍使用契丹（或）一詞；维吾尔语中也可称中国为契丹（خىتاي），但目前在中国大陆已成为过时的用法，多用于中国境外的维吾尔人。

## 渊源
在蒙古接触中原之前，契丹族已经部分汉化。辽国（契丹国）对于当时的北方民族而言成为汉文化的代表并进入蒙古语。而西辽依然保有着较高的汉化程度，并以K̂ıtañ形式进入诸突厥语，替代突厥语对中原民族的原有称呼桃花石（拓跋）。
「契丹」在九世紀之後，成為對中國北方的認知與稱呼。中亞、西亞與東歐地區的文獻中經常以「Khitan」（契丹）來稱呼中國北方。此名稱源於統治中國北部的契丹族建立的遼朝（公元907–1125年），其勢力範圍涵蓋現今中國北方及蒙古等地區，加上其统治范围东起日本海，西至阿尔泰山，有效地隔断了中国南方的漢人政權与中亚和西亚的直接联系。在馬可波羅的遊記中 20 至 234 章代表了對亞洲的實際描述，將中國北部稱為「Catai」（契丹），中國南部稱為「Mangi」（蛮子），成為了歐洲人對中國的認知與別稱。
直到明朝萬曆年間，天主教傳教士利玛窦來到中國，此時的中國已在明朝統治下實現統一。利瑪竇通過與中國學者和官員的交流，逐步確立了「中國」取代「契丹」的稱呼，進一步促進了西方對中國的理解和認識。在他的著作《中國札記》中，利瑪竇寫道：「今天我們通常稱呼這個國家為Ciumquo（中國）或Ciumhoa（中華）。」他在1605年寄回意大利的信函中断定中国就是马可波罗笔下的“契丹”。最早出现于蒙古帝国称呼金朝统治下的华北地区，而不包括“蛮子”等南宋统治下的中国南方。
无论是英语中的Cathay还是当代俄语中的，从词源上讲均来自辽代国号“契丹”。这一词义因13世纪蒙古的西征逐步扩大，而蒙古人称中国北方为契丹，通过突厥语民族转手给欧洲人，该词泛指中国。在蒙古人统治下的地区以及与这些国家和地区有交往的国度，都已习惯用契丹来称中国。也有一说为，西辽君主耶律大石（契丹人）发起的卡特万之战使塞尔柱帝国联军惨败，之后“契丹”之名声震西域，威名远播亚欧大陆，“契丹”一词便成为中亚、阿拉伯地区及欧洲的一些国家的人民对中国的称呼。《克拉维约东使记》中提到公元1404年，西班牙公使克拉维约赴撒马尔罕觐见帖木儿汗，他就用契丹来称呼中国。大部分欧洲人从15世纪开始称中国为契丹，这并非源自契丹强盛之故，俄罗斯从伊凡三世（1440年-1505年）开始学习西方文化，俄罗斯按照当时給欧洲部分国家的說法，故把习惯称中国为契丹的方式傳入東歐。在金帐汗国时期，很多突厥语和蒙古语的词根和词汇进入了古罗斯的语言，蒙古人称中国北方为契丹，后该词泛指中国，而俄罗斯受鞑靼蒙古的桎梏近250年，加上蒙古帝国武力强盛，国祚长久，也按照蒙古人的习惯称中国为契丹。

## 辨义
在蒙古语中，Hîtad本为Hîtan（契丹）的复数，今契丹的复数被重写为Hîtanûûd，而Hîtad用作表示汉族的单数形式，其复数读作Hîtdûûd。
所有现代突厥语均已完成ñ→y语音转变，K̂ıtay或借自蒙古语的K̂ıtad表示中国及汉族，而使用新借入K̂ıtan或Kitan表示古契丹。俄语借自ñ→y语音转变完成后的突厥语言，故使用Kjitaj表示中国及汉族，Kjitanj表示契丹；英语亦然

## 演变
“契丹”这一称号在由东向西的传播中逐渐演变：
- 蒙古语喀尔喀标准音：Хятад（Khyatad）[註 1]
- 卫拉特蒙古语：，中蒙托忒文转写：
  - 卡尔梅克卫拉特语：Китд（Kited）
- 圖瓦語：，羅馬化：Kıdat
- 阿爾泰語：，羅馬化：Qıdat
- 苏联维吾尔语（西里尔维文）：Хитай (Xitay/Hitay) [註 2]
- 哈萨克语：Қытай, Qıtay（قىتاي）[註 3]
- 鞑靼语：Кытай (Qıtay)
- 俄語：，羅馬化：Kitay
- 烏克蘭語：，羅馬化：Kytai
- 乌兹别克语：Xitoy (Хитой)
- 保加利亚语：Китай（Kitay）
- 波兰语：Kitaj[註 4]
- 斯洛文尼亚语：Kitajska
- 中世纪拉丁语：Cataya, Kitai
- 意大利语：Catai
- 西班牙语：Catay
- 葡萄牙语：Cataio, Catai
- 法语、英语、德语、荷兰语、北日耳曼语支：Cathay

## 应用
现时前苏联突厥语族和斯拉夫语族的多数语言中仍把中国称为“契丹”，如俄语中的Китай。在英语中，由Khitan演变而来的Cathay也是中国的雅称，但多用于诗歌中。这个词语在汉语中有时译为“国泰”，如中華民國國泰世華銀行（Cathay United Bank）、香港國泰航空（Cathay Pacific）、国泰电影院（Cathay Theatre）等，另外上海的华懋饭店译作Cathay Hotel。
维吾尔语中对汉族人的贬称「黑大衣」，来自俄语契丹的转写。

## 流行文化
《全軍破敵：戰鎚3》的阵型“Grand Cathay”，被认为指代作品世界中的中国的对应国。